# Рача-Лечхумі та Квемо-Сванеті
Ра́ча-Лечху́мі та Кве́мо Сване́ті (груз. რაჭა-ლეჩხუმის და ქვემო სვანეთის მხარე) — мхаре (край) у північній Грузії; адміністративний центр — Амбролаурі.

## Адміністративний поділ
Рача-Лечхумі та Квемо Сванеті складається з чотирьох муніципалітетів:
| Муніципалітет            | Адмінцентр |
| ------------------------ | ---------- |
| Муніципалітет Амбролаурі | Амбролаурі |
| Муніципалітет Лентехі    | Лентехі    |
| Муніципалітет Оні        | Оні        |
| Муніципалітет Цаґері     | Цаґері     |